# Amenia (CDP)
Amenia – census-designated place w Stanach Zjednoczonych, w stanie Nowy Jork, w hrabstwie Dutchess. Stanowi część miasta Amenia.
Powierzchnia Amenii wynosi 3,22 km², z czego 3,15 km² stanowi ląd, a 0,07 km² woda. W 2020 roku zamieszkana przez 725 osób (spadek w stosunku do 955 osób w 2010).